# Santiago Díaz Piedrahíta
Santiago Díaz Piedrahíta (Bogotá, 18 de julio de 1944 - 28 de febrero de 2014) fue un botánico, taxónomo, académico, historiador y profesor colombiano.

## Biografía
Santiago Díaz nació en Bogotá, estudió en el Instituto de Ciencias Naturales de la Universidad Nacional de Colombia. Ha sido profesor titular del departamento de Biología en la Universidad Nacional de Colombia. Como docente dirigió las cátedras de Biología General, Morfología Vegetal, Taxonomía Vegetal y Botánica Económica y dirigió numerosas tesis y trabajos de grado. Fue coordinador de la biblioteca de Instituto de Ciencias Naturales. Representó a la Facultad de Ciencias en el Comité de Bibliotecas de la Universidad Nacional.
Presidió el Comité de Personal Docente de la Facultad de Ciencias y ejerció el cargo de secretario del Comité Coordinador del Programa de Flora de Colombia. Ocupó la dirección del Instituto de Ciencias Naturales. Decano de la Facultad de Ciencias y miembro del Consejo Superior Universitario. Fue director de las revistas Caldasia, Mutisia, Lozania y del Catálogo Ilustrado de las Plantas de Cundinamarca. Ha dictado múltiples conferencias sobre la Real Expedición Botánica del Nuevo Reino de Granada, la flora de Mutis y la historia, en el ámbito nacional e internacional.
Era miembro de número de la Academia Colombiana de Historia, de la Academia Colombiana de Ciencias Exactas, Físicas y Naturales. Asimismo, era miembro correspondiente de la Real Academia de Historia de España, de la Real Academia Española de Ciencias Exactas, Físicas y Naturales de España, del Instituto de Geografía e Historia de Uruguay, entre otras.  Murió de un derrame cerebral en Bogotá el 28 de febrero de 2014.

## Algunas publicaciones

### Libros
- Cucurbitales y Campanulales (1985)
- Cycadáceas, Podocarpáceas, Alismatáceas, Hidrocharitáceas y Juncagináceas (1985)
- La Botánica en Colombia, hechos notables en su desarrollo (1991)
- José Jerónimo Triana naturalista multifacético. Biografía de las Ciencias en Colombia (1996)
- Nueva aproximación a Francisco José de Caldas Episodios de su vida y de su actividad científica (1997)
- Matís y los dos Mutis. Orígenes de la anatomía vegetal y de la sinanterología en América (2000)
- Ciencia y la Expedición Botánica en la Independencia (2009)
- Una etapa en el desarrollo de la química. Vida y obra de Rafael Zerda Bayón (2010).